# Von-der-Decken-Toko

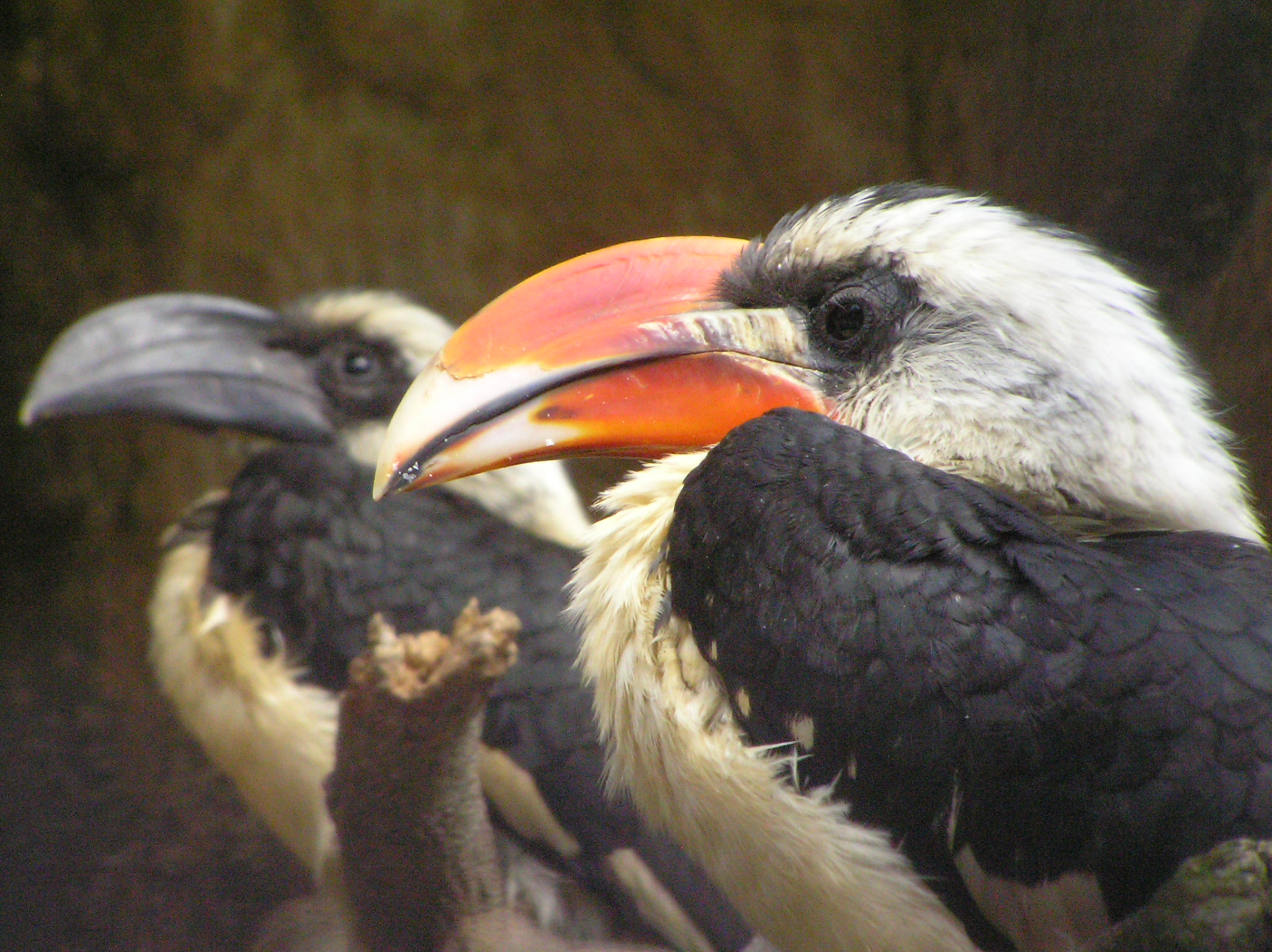
Von-der-Decken-Toko Paar (♂ vorne, ♀ hinten)

Der Von-der-Decken-Toko (Tockus deckeni), auch Decken-Toko genannt, ist eine  Vogelart, die zu den Nashornvögeln (Bucerotidae) gehört und im westlichen Subsahara-Afrika vorkommt. Wie alle Arten aus der Gattung der Tokos ist er ein Höhlenbrüter. Das Weibchen mauert sich während der Brutzeit ein und wird nur durch einen schmalen Spalt, den sie offen lässt, von dem Männchen mit Futter versorgt.
Die Bestandssituation des Von-der-Decken-Tokos wurde 2016 in der Roten Liste gefährdeter Arten der IUCN als „Least Concern“ (LC) = „nicht gefährdet“ eingestuft.

## Merkmale
Der Von-der-Decken-Toko erreicht eine Körperlänge von bis zu 35 Zentimeter und zählt damit zu den kleinen Toko-Arten. Der Geschlechtsdimorphismus ist auf eine unterschiedliche Schnabelfärbung begrenzt, die Weibchen sind außerdem geringfügig kleiner. Sie wiegen durchschnittlich 120 bis 155 Gramm, während das Gewicht der Männchen zwischen 165 und 212 Gramm liegt. Der Schnabel ist bei den Männchen zwischen 7,6 und 9,4 Zentimeter lang. Bei den Weibchen misst er zwischen 6 und 7,2 Zentimeter. Auf die Schwanzfedern entfallen bei dem Männchen im Schnitt 22 Zentimeter, bei den Weibchen bis zu 21 Zentimeter.

### Männchen
Die Männchen haben einen schwarzen Scheitel. Die Kopfseiten und der Hals sind weiß, die Ohrdecken sind grau gestrichelt. Auch die Mitte des Rückens sowie die Körperunterseite ist weiß. Die Rückenseiten, der Bürzel sowie die mittleren vier Steuerfedern sind schwarz. Die äußeren Steuerfedern sind weiß und lediglich an ihrer Basis schwarz.
Die Schwingen sind bis auf die mittleren weißen Armschwingen schwarz. Der Schnabel weist einen schmalen First über die gesamte Schnabellänge auf. Der Schnabel ist in der vorderen Hälfte gelb bis cremefarben, die Schnabelscheiden sind schwarz. Ein weiterer gelber bis cremefarbener Fleck befindet sich direkt unterhalb der Nasenlöcher, ansonsten ist der Schnabel karminrot. Der unbefiederte Orbitalring ist schwarz, die nackte Kehlhaut ist fleischfarben. Die Augen sind braun, die Füße und Beine sind schwarz.

### Weibchen und Jungvögel
Die Weibchen entsprechen dem Männchen im Körpergefieder. Der Schnabel ist jedoch insgesamt schwarz. Der Schnabelfirst endet bei den meisten Weibchen in der Hälfte des Oberschnabels. Jungvögel ähneln dem adulten Weibchen, der Schnabel ist jedoch nochmals deutlich kleiner. Bei ihnen weisen die Flügeldecken ähnlich wie beim Jackson-Toko weiße Flecken auf.

### Stimme
Die Rufe des Von-der-Decken-Tokos sind gackernde Laute, die er einzeln oder in Serie von sich gibt. Sie sind weniger harsch als die des Jackson-Tokos.

## Verwechselungsmöglichkeiten

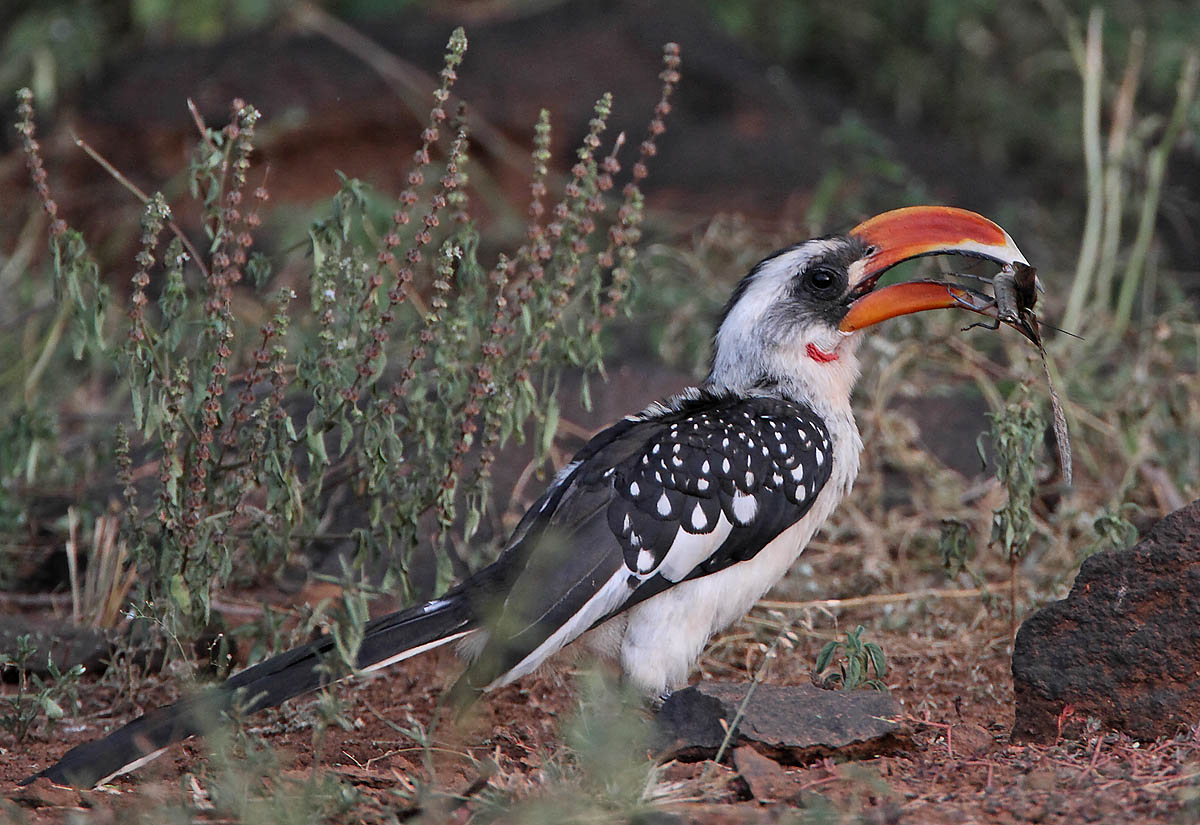
Jackson-Toko mit weißem Tropfenflecken auf den Flügeln

Das Verbreitungsgebiet des sehr ähnlichen Jackson-Tokos grenzt an den des Von-der-Decken-Tokos an und überlappt sich im Osten des Turkana-Sees. Der Jackson-Toko ist geringfügig kleiner als der Von-der-Decken-Toko und die Männchen haben als auffälligstes Merkmal einen orangefarbenen Schnabel. Sie haben außerdem eine weiße Fleckenzeichnung auf den Flügeln, die bei dem Von-der-Decken-Toko nur bei subadulten Individuen vorhanden ist.
Andere Toko-Arten, die wie beispielsweise der gleich große Rotschnabeltoko ebenfalls im Verbreitungsgebiet des Von-der-Decken-Tokos vorkommen, haben ebenfalls weiße Abzeichen auf den Flügeln. Vom Östlichen Gelbschnabeltoko unterscheidet er sich außerdem durch die Schnabelfarbe.
Der Kronentoko, der im Verbreitungsgebiet des Von-der-Decken-Tokos gleichfalls häufig ist, ist mit einer Körperlänge von 50 bis 54 Zentimeter deutlich größer und hat einen rußbraunen Kopf.

## Verbreitung und Lebensraum

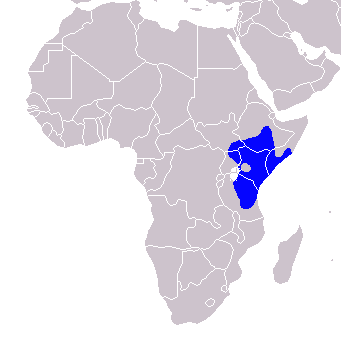
Verbreitungsgebiet des Von-der-Decken-Tokos

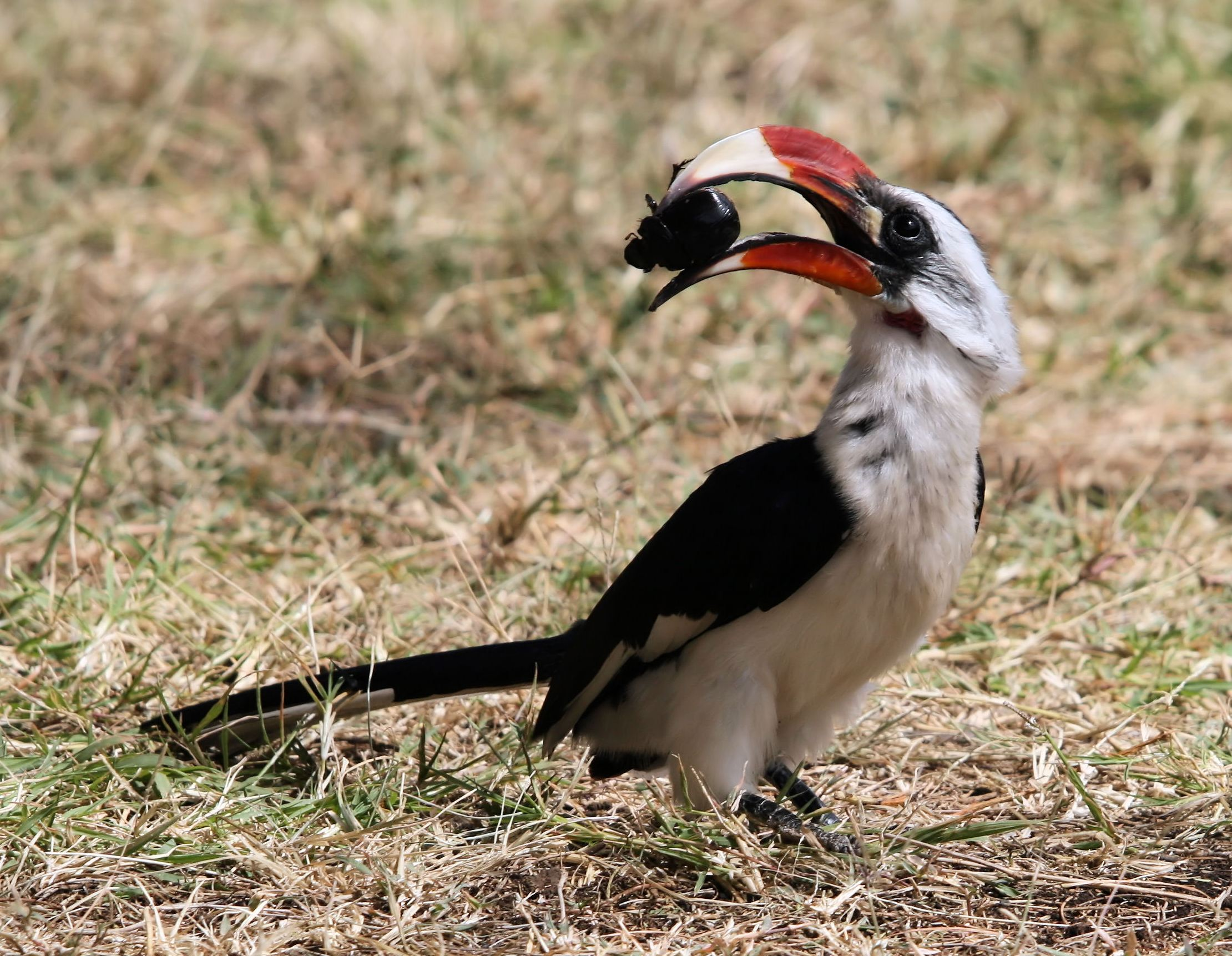
Männlicher Von-der-Decken-Toko mit erbeutetem Käfer

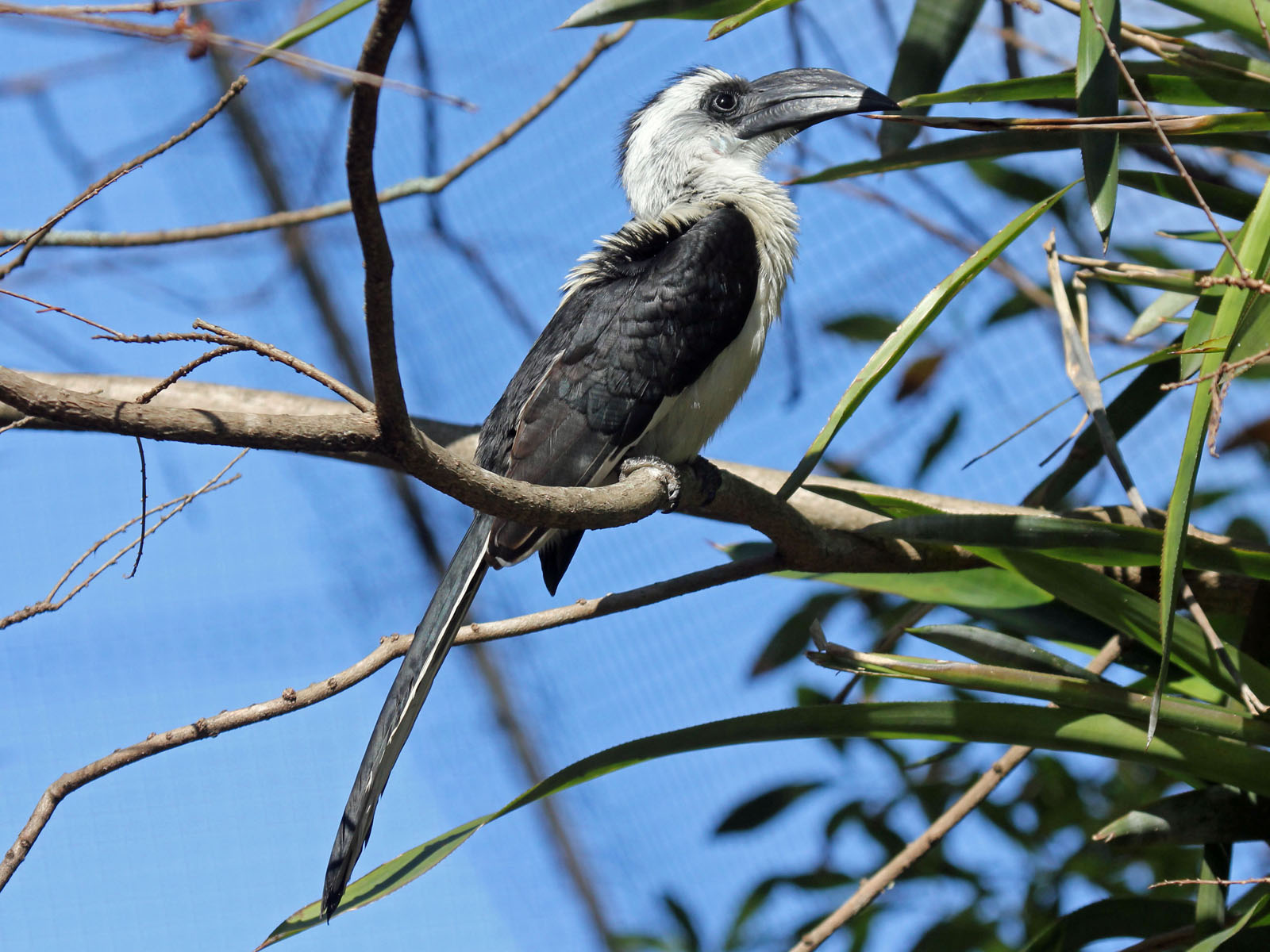
Weibchen des Von-der-Decken-Tokos

Das Verbreitungsgebiet des Von-der-Decken-Tokos ist der Süden Äthiopiens inklusive des Hochlandes, der Süden Somalias und Tansania. Der Verbreitungsschwerpunkt liegt östlich des großen afrikanischen Grabenbruchs.
Sein Lebensraum sind semiaride Savannen mit einem schütteren Bestand an Bäumen und Büschen. Besonders häufig ist er entlang des Flusses Omo, der im Südwesten von Äthiopien verläuft.

## Nahrung
Die Nahrung besteht aus Insekten, Früchten und Samen, die sie meist am Boden aufnehmen.
Der Von-der-Decken-Toko kooperiert bei der Nahrungssuche mit einer Unterart der Südliche Zwergmanguste (Helogale parvula undulata). Er fängt die Insekten (insbesondere Heuschrecken), die diese in Gruppen lebende Raubtierart bei ihrer Nahrungssuche aufscheuchen. Die Zwergmangusten profitieren von dieser Protokooperation, weil der Von-der-Decken-Toko vor Beutegreifern aus der Luft warnt. Die Zwergmangusten warten mit dem Beginn ihres Beutezuges auf den Toko. Auch der Östliche Gelbschnabeltoko zeigt spezifische Verhaltensweisen, um den Zwergmangusten seine Bereitschaft zur Kooperation anzuzeigen. Ein ähnliches Verhalten ist auch für den Östlichen Gelbschnabeltoko beschrieben.

## Verhalten
Das Weibchen legt zwei bis drei Eier in eine Baumhöhle, die es mit Lehm, Mist und Fruchtbrei verschließt. Nur eine kleine Öffnung, gerade groß genug, damit das Männchen Futter für das Weibchen und die Küken durchgeben kann, bleibt bestehen. Damit die Höhle sauber bleibt, wird der Kot durch die Öffnung nach draußen geschleudert. Wenn die Küken zusammen mit der Mutter zu groß für die Höhle werden, bricht diese den Verschluss auf und verlässt die Höhle. Der Verschluss wird erneut gefertigt und beide Eltern füttern die Jungen.
Außerhalb der Brutzeit treten die Von-der-Decken-Tokos in Schwärmen auf.

## Systematik
Dem früher als eine Unterart des Von-der-Decken-Tokos eingestufte Jackson-Toko wird heute Artstatus zugebilligt.

## Etymologie und Forschungsgeschichte
Die Erstbeschreibung des Von-der-Decken-Tokos erfolgte 1868 durch Jean Louis Cabanis unter dem wissenschaftlichen Namen Buceros (Rhynchaceros) Deckeni. Das Typusexemplar stammte aus Ost-Afrika und wurde von Baron Karl Klaus von der Decken (1833–1865) gesammelt. Von der Decken war ein Afrikaforscher, der während seiner letzten Expedition nach Somalia  in einen Kampf mit aufgebrachten Somali geriet, wobei von der Decken und viele Teilnehmer seiner Expedition ihr Leben verloren. Im Jahr 1830 führte René Primevère Lesson die Gattung Tockus für den Savannentoko (Tockus erythrorhynchus (Temminck, 1823)), den Grautoko (Lophoceros nasutus (Linnaeus, 1766)) und den Grauhornvogel (Ocyceros griseus (Latham, 1790)) ein. Dieser Name gaben die Einheimischen des Senegals dem Vogel, den sie Tock nannten. Der Artname ist seinem Sammler gewidmet.

## Einzelbelege
1. ↑  
Tockus deckeni in der Roten Liste gefährdeter Arten der IUCN 2016. Eingestellt von: BirdLife International, 2016. Abgerufen am 3. Oktober 2017.
2. 1 2  Kemp: The Hornbills – Bucerotiformes. S. 143.
3. 1 2 3  Kemp: The Hornbills – Bucerotiformes. S. 142.
4. ↑  Stimme des Von-der-Decken-Tokos auf Xeno-Canto, aufgerufen am 6. Oktober 2016.
5. ↑  Kemp: The Hornbills - Bucerotiformes. S. 112.
6. ↑  Pagel, Marcordes:  Exotische Weichfresser. S. 82.
7. ↑  Kemp: The Hornbills – Bucerotiformes. S. 141.
8. ↑  
Tockus jacksoni in der Roten Liste gefährdeter Arten der IUCN 2012. Eingestellt von: BirdLife International, 2012. Abgerufen am 5. Oktober 2016.
9. 1 2  Jean Louis Cabanis (1868), S. 413.
10. ↑  Allgemeine Zeitung München, Beilage vom 8. Oct. 1865 S. 4561 - Wien 2. Oct. - Frhrn. v. der Decken's Expedition nach Ost-Afrika
11. ↑  René Primevère Lesson (1830), S. 252.
12. ↑  Tockus The Key to Scientific Names Edited by James A. Jobling